# Denis de Mathonière
Pour les articles homonymes, voir Mathonière.
Denis de Mathonière est désigné dans les actes du temps comme un imagier en papier, un graveur imprimeur d'histoires et marchand d'estampe parisien, né vers 1545, et mort vers 1596.

## Biographie
Denis de Mathonière était le fils d'Alain de Mathonière (vers 1525-1572), maître imagier en papier, et de Jacqueline Bonnemer, parente des imagiers Bonnemer. Alain de Mathonière était installé rue Montorgueil, Paris, à l'enseigne de la Corne de Daim, depuis le 19 janvier 1577, et dont il était devenu entièrement propriétaire le 13 octobre 1565.
Son année de naissance a été estimée à partir d'un acte de baptême d'Armand de Vienne, le 1er janvier 1564, pour lequel il est le parrain encore mineur. Il a épousé Anne Durant, le 16 juillet 1572 dont il a eu dix ou onze enfants. Trois de leurs enfants ont été graveurs, imprimeurs d'images : 
- Nicolas de Mathonière (1573-1640), il a repris avec son frère Michel l'atelier de son père en 1596 ;
- Michel de Mathonière (1576-1650) marié en premières noces avec Marguerite Boussy (†1616), fille de l'imagier Jean Boussy, en secondes noces avec Hélène Prétendant (†1643) ;
- Denis II de Mathonière (1580-après 1631)

Il reprend l'atelier de son père, Alain de Mathonière, à partir de 1575.
Anne Durant est décédée le 28 octobre 1610. Elle est déclarée veuve le 15 janvier 1596 sur un acte de baptême. Denis de Mathonière est donc décédé avant cette date même si l'inventaire après décès a été rédigé le 2 avril 1598.

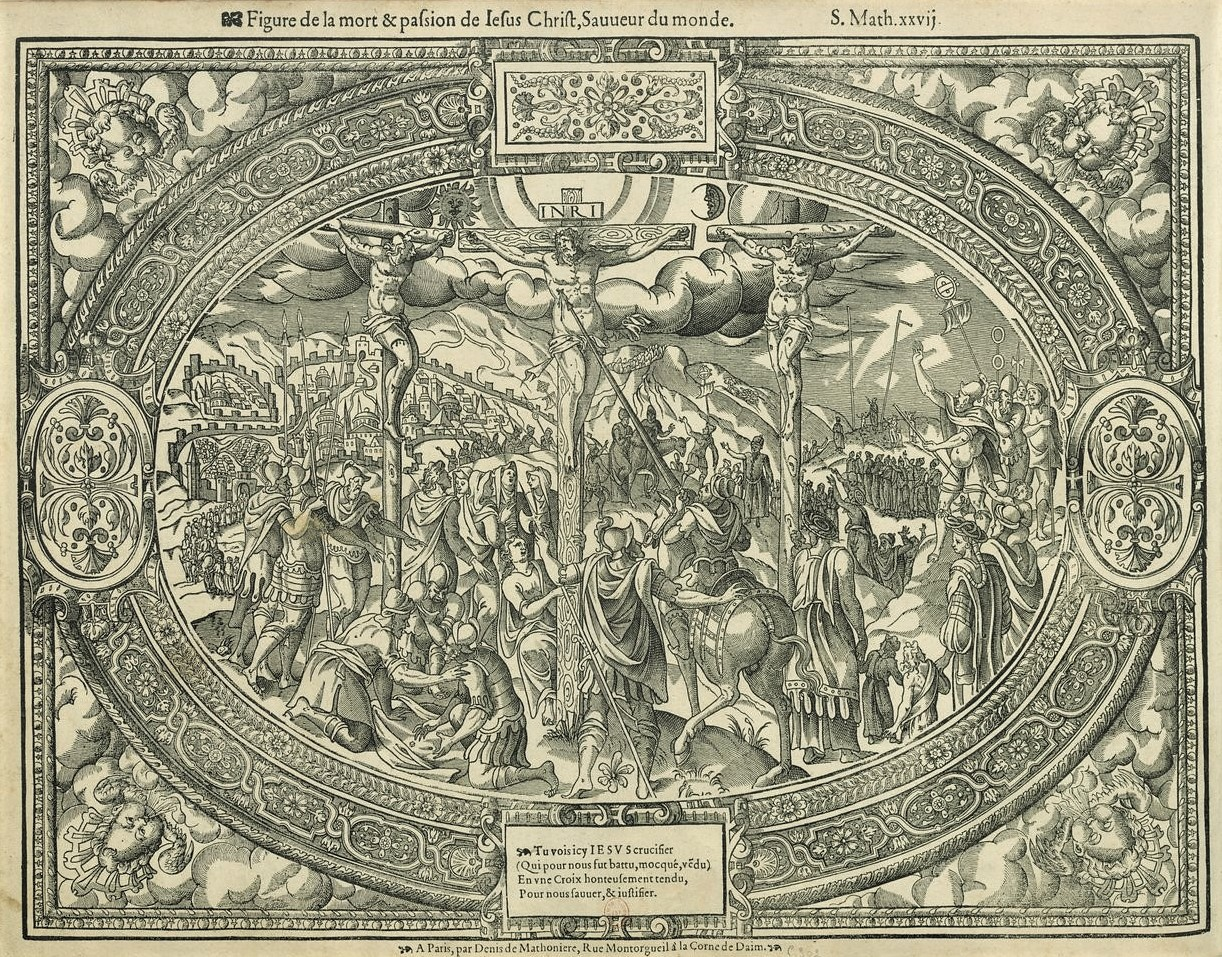
Figure de la mort & passion de Jésus Christ, Sauveur du monde
Excudit de Denis de Mathonière

L'inventaire après décès permet de connaître l'état de son activité peu de temps après son décès. Il mentionne qu'il y a dans l'atelier de la Corne de Daim deux grandes presses pour imprimer et une presse typographique avec cinq paires de casses. Il a publié des gravures sur bois et des gravures en taille-douce. 
Il a publié de nombreuses images d'histoire, plusieurs se trouvent à la Bibliothèque nationales de France :
- la Crucifixion du Christ (voir)
- Les travaux d'Hercule de Gabriel Salmon (voir)
- Histoire d'Esther et d'Assuérus (lire en ligne). Cette histoire comprend six images (Le Festin d’Assuérus, Le Couronnement d’Esther, Le Complot des deux eunuques Bagthan et Teresh, Esther intercède auprès du roi pour son peuple, Aman suppliant qu’on ne le tue pas, Le Massacre des Pourim). Ces images ont été inspirées par Antoine Caron, mais seulement trois des dessins d'Antoine Caron ont été retrouvés[3].
- Histoire de David et Bethsabée (voir)
- Histoire de Judith et Holopherne (voir) inspirée par les compositions gravée par Philips Galle d'après Maarten van Heemskerck et éditée par Jérôme Cock à Anvers en 1564[4].
- Les noces de Cana.

Il vendait ses images jusqu'en Espagne.